# Університет святих Кирила та Мефодія у Трнаві
Університет св. Кирила та Мефодія у Трнаві — державний університет університетського типу у Трнаві.
Університет св. Кирила і Мефодія у Трнаві заснований Законом № 201/1997 від 27 червня 1997 року. З 2018 року його ректором є Роман Боча.

## Факультети
Університет св. Кирила і Мефодія у Трнаві має такі факультети:
- Факультет мистецтв
- Факультет філософії
- Факультет засобів масової комунікації
- Факультет природничих наук
- Факультет соціальних наук
- Інститут фізіотерапії, бальнеології та медичної реабілітації (базується в м. П'єштяни)